# Fliegerausbildungsgeschwader 15
Das Fliegerausbildungsgeschwader 15 (FAG-15) trug den Ehrennamen Heinz Kapelle und war ein fliegender Verband in Regimentsstärke der NVA-Luftstreitkräfte in direkter Unterstellung der  OHS für Militärflieger. 

## Geschichte
Das Geschwader wurde 1957 zunächst als FAG-3 am Flugplatz Brandenburg-Briest aufgestellt, der kurz vorher von der Gruppe der Sowjetischen Streitkräfte in Deutschland (GSSD) durch die NVA-Luftstreitkräfte übernommen worden war. 
Ab 15. Dezember 1959 erfolgten die Umgliederung und Neuformierung, nunmehr am neuen Basierungsstandort, dem Fliegerhorst Rothenburg. Am 5. und 6. Januar verlegten das Fliegertechnische Bataillon und die Kontroll- und Reparaturstaffel per Eisenbahntransport nach Rothenburg. Am 1. März 1961 wurde der Verband in Jagdfliegerausbildungsgeschwader 15 (JAG-15) umbenannt und die Truppenfahne an ihn verliehen. 
Am 1. März 1970 erhielt das Geschwader den Ehrennamen Heinz Kapelle.
Nach mehreren strukturellen Änderungen, die vor allem dem veränderten Ausbildungsprofil der zukünftigen Militärpiloten angemessen waren, erfolgte die endgültige Namensgebung Fliegerausbildungsgeschwader 15 (FAG-15).
Der umgangssprachliche Spezialausdruck für diesen Jagdflieger-Ausbildungsverband war „Eiergeschwader“; eine Persiflage an die Eigenkreation des Geschwaders: „Eier zu jedem Frühstück, aller Art!“.

## Auftrag
Der Auftrag des Geschwaders bestand in der Ausbildung von Piloten für Jagdflugzeuge und Jagdbomber. Dazu war der Verband für die gleichzeitige fliegerische Ausbildung von 100 Flugschülern ausgestattet. Zur Erreichung dieser Zielstellung wurden per Ausbildungsjahr durchschnittlich 5.300 Flugstunden geflogen. 
Ab 1963 nahmen die Fluglehrer mit ihren Flugzeugen zusätzlich als Zieldarsteller an Übungen teil, die durch das Kommando LSK/LV geführt wurden. 
Insgesamt absolvierten im Zeitraum Januar 1960 bis September 1990 ca. 900 Flugschüler in 38 Fluglehrgängen eine Grundleistung von 120.000 Ausbildungsstunden am Fliegerhorst Rothenburg.

## Kommandeure
| Dienstgrad, Name                  | Dienstzeit | Bemerkung |
| --------------------------------- | ---------- | --- |
| Hauptmann Gerhard Baustian        | 1959–1960  | später Generalmajor im Kommando LSK/LV, danach Stellv. des Vors. des ZV der GST für Flug- und Fallschirmsprungausbildung |
| Major Manfred Tröger              | 1960–1964  | später Generalmajor und Kommandeur der MTS Bad Düben                                                                     |
| Major Rolf Krause                 | 1964–1967  | |
| Hauptmann Dieter Kulitzscher      | 1967–1970  | |
| Major Gerhard Fiß                 | 1970–1973  | |
| Oberstleutnant Dieter Kulitzscher | 1973–1977  | |
| Oberstleutnant Manfred Pippig     | 1977–1979  | |
| Oberst Dieter Kleemann            | 1979–1981  | später Stv. Chef LSK/LV für Ausbildung der LSK                                                                           |
| Oberst Rainer Langener            | 1981–1986  | später Kommandeur OHS für Militärflieger                                                                                 |
| Hauptmann Klaus-Peter Glanz       | 1986–1989  | später Stellvertreter des Kommandeurs für fliegerische Ausbildung OHS für Militärflieger                                 |
| Major Eike Wetzstein              | 1989–1990  | |

Anmerkung:
- Rahmenstruktur siehe: Geschwader, Luftstreitkräfte NVA

## Auflösung
Mit der Außerdienststellung der NVA im Jahre 1990 wurde das Geschwader aufgelöst. Rechtsnachfolger wurden das Bundeswehrkommando Ost und die 5. Luftwaffendivision.

## Eingesetzte Flugzeugtypen

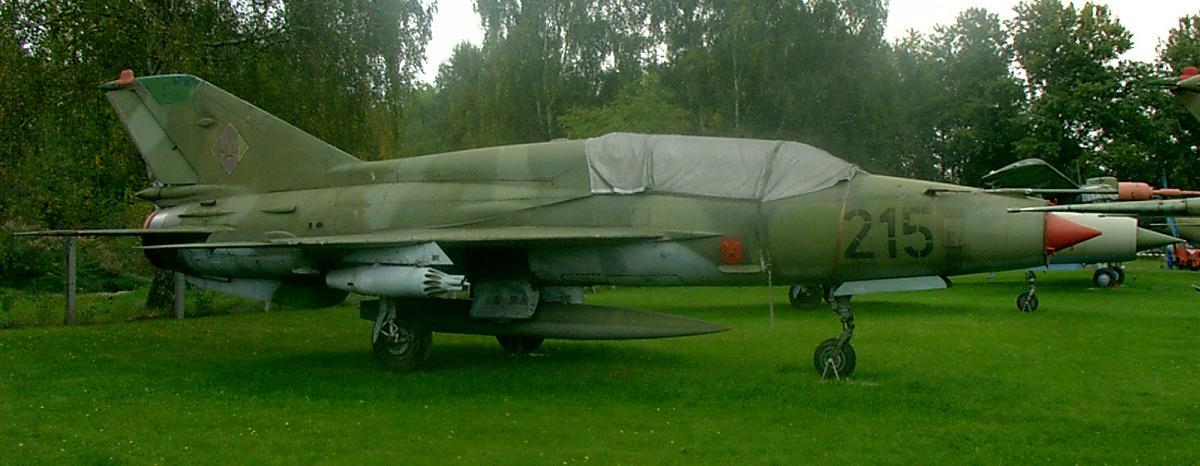
Dieser Zweisitzer-Strahltrainer MiG-21US flog im JG-2 und JG-9, bevor er 1989 an das FAG-15 abgegeben wurde.

Im Geschwader wurden folgende Flugzeugtypen eingesetzt.
- 1957–58 Jak-11, Jak-18 und Jak-18U
- 1959–60 MiG-15bis, MiG-15UTI und MiG-17F
- ab 1962 MiG-17 und weitere MiG-15bis
- 1964 L-29, MiG-21U und MiG-21F-13
- 1978 MiG-21SPS und MiG-21US
- 1989 MiG-21USM
- 1990 MiG-21UM

MiG-21 Bestand 30. September 1990:
- 26 × MiG-21SPS (Allwetter Abfangjäger der Typenreihe MiG-21PF / Untergruppe MiG-21PFS / Modifikation MiG-21PF(SPS), ausgerüstet mit Lasur für das FüWES der Warschauer-Pakt-LSK Wosduch-1)
- 15 × MiG-21U (Учебно-тренироволчый истребитель)
- 13 × MiG-21US (US = Учебный фронтовой истребитель с ТРД P-11Ф2С-300)
- 3 × MiG21-UM (UM = Учебный фронтовой истребитель с модернизированным БРЭО)

## NFB-15 und FTB-15
Dem Geschwader direkt unterstellt waren das Nachrichten- und Flugsicherungsbataillon 15 (NFB-15) sowie das Fliegertechnische Bataillon 15 (FTB-15). Lage- und einsatzbezogen war die Funktechnische Kompanie (FuTK) des NFB-15 in Steinbach bei Rothenburg stationiert. Die stationäre TX/RX-Stellung des NFB-15 befand sich in Klein-Priebus.
Personalstärke FTB-15:
Das FTB-15 verfügte Ende der 80er Jahre insgesamt über 414 Dienstposten: 
- 34 Offiziere
- 18 Fähnriche
- 24 Unteroffiziere mit Portepee
- 43 Unteroffiziere Zeitsoldaten
- 225 Grundwehrdienstleistende
- 70 zivile Arbeitnehmerinnen und Arbeitnehmer

Der letzten Kommandeur des FTB-15 war Major Rolf Zimmermann und des NFB-15 Oberstleutnant Donath.